# René Hardy
René Hardy (* 31. Oktober 1911 in Mortrée; † 12. April 1987 in Melle) war ein französischer Eisenbahner, der in der Résistance mitarbeitete und dem vorgeworfen wurde, den Leiter der Résistance, Jean Moulin, und andere Résistancemitglieder an die Gestapo verraten zu haben.
Hardy arbeitete als Eisenbahnbeamter und schloss sich während des Zweiten Weltkriegs der Résistance an. Eine Quelle bezeichnet ihn als Mitglied der Résistance-Gruppe Combat, die andere als Mitglied der Gruppe Résistance de Fer, einer überwiegend kommunistischen Résistance-Gruppe von französischen Eisenbahnern. Unter dem Kampfnamen Didot galt er als Spezialist für Eisenbahnsabotage. Er führte mehrere Sabotageakte aus.
Hardy wurde von der Gestapo am 7. Juni 1943 verhaftet und nach einem Verhör durch Klaus Barbie, dem als „Schlächter von Lyon“ berüchtigten Gestapochef, im Folterzimmer des Hôtel Terminus, Barbies provisorischem Hauptquartier in Lyon, wieder freigelassen.
Die Gestapo folgte Hardy am 21. Juni zu dem Treffen im Haus des Arztes Frédéric Dugoujon in Caluire-et-Cuire am Rande Lyons, zu dem Hardy eigentlich gar nicht geladen war. So wurde die Gestapo zu einem Treffen von acht hochrangigen Résistance-Mitgliedern mit Jean Moulin geführt, der von Hardys Anwesenheit vorher nichts erfahren hatte (als Einzigem der bei dem Treffen Anwesenden). Das Treffen war als Arztbesuch bei Dugoujon getarnt. Moulin hatte die Organisation des Treffens André Lassagne überlassen, zu dem auch Henri Aubry kommen sollte. Aus Sorge, bei diesem Treffen seine Stellung als Generalstabschef der Armée secrète einzubüßen und als weitere Unterstützung aus der Gruppe Combat gegenüber dem aus London von de Gaulle entsandten und mit der Einigung der Resistance-Gruppen beauftragten Moulin, kontaktierte Aubry entgegen allen Vorschriften Hardy und lud ihn zu dem Treffen bei Dugoujon ein. Alle Anwesenden wurden festgenommen, nur Hardy konnte entkommen, wobei die Polizisten für die Augenzeugen auffällig sorglos Hardy entkommen ließen. Die Deutschen eröffneten das Feuer auf Hardy, aber er wurde nur leicht verletzt. Im Krankenhaus ließ er sich ärztlich versorgen und entkam auf wundersame Weise den Bewachern der Gestapo ein zweites Mal. Insbesondere der ebenfalls beim Treffen verhaftete Raymond Aubrac verdächtigte Hardy später, mit den Deutschen unter einer Decke gesteckt zu haben.
Einige glauben, dass er wegen Verrats freigelassen wurde, nicht zuletzt, weil er der einzige war, der an einem geheimen Treffen in Paris am 9. Juni in letzter Minute nicht teilgenommen hatte, bei dem General Charles Delestraint, der Chef der Armée secrète, von der Gestapo festgenommen wurde. Fest steht, dass die Nachricht über Ort und Zeitpunkt dieses Treffens aufgrund einer Nachlässigkeit unverschlüsselt in einem toten Briefkasten abgelegt wurde, den die Gestapo kannte und überwachte. Es gibt die These, dass Hardy bereits seit dem 7. Juni festgenommen und in einem Katz-und-Maus-Spiel von Klaus Barbie freigelassen wurde. Andere denken, René Hardy sei schlicht zu sorglos gewesen. Sicher ist, dass Hardy bei seiner Reise nach Paris von der Gestapo überwacht wurde, dass Barbie Hardys tatsächliche Identität kannte und Hardy sich ihm gegenüber zur Kollaboration bereit erklärte. Hardy kannte Moulin gar nicht.
Zwei Gerichtsverhandlungen 1947 in Lyon und 1950 wollten René Hardy als Verräter überführen, und beide kamen zu dem Schluss, dass ihm eine Schuld nicht nachgewiesen werden konnte.
Hardy wurde in der Nachkriegszeit ein erfolgreicher Schriftsteller, der 1956 für Amère Victoire mit dem Prix des Deux Magots ausgezeichnet wurde. Er wurde von Nicholas Ray als Bitter Victory mit Richard Burton und Curd Jürgens verfilmt. 
Bei seiner Gerichtsverhandlung in Lyon 1987 erklärte Barbie, dass Hardy für ihn als Doppelagent gearbeitet habe. Hardy verstarb kurze Zeit später, ohne dass gegen ihn erneut Anklage erhoben wurde. Hardy wurde auch in Hôtel Terminus: Zeit und Leben des Klaus Barbie von Max Ophüls interviewt.
1999 wurde bekannt, dass er von einer französischen Agentin der Gestapo, die seine Geliebte war, hintergangen wurde. Sie verriet ihn nach eigenen Worten und half mit, dass die Gestapo ihn als Doppelagenten gewinnen konnte.